# 明徳館 (奥殿藩)
明徳館（めいとくかん）は、三河国奥殿藩の藩校。
大給松平家10代目当主にして奥殿藩7代目藩主である松平乗利（大給乗利）は、その藩政において文武を奨励していたが、弘化3年3月（1846年3月または4月）藩士子弟の教育を目的として開いた藩校が明徳館である。乗利は明徳館とともに演武場も設けている。明徳館の教授には中根五右衞門を、演武場の師範役には成瀬文庫をそれぞれ当てた。
明徳館は安政3年（1856年または1857年）、学問所と改称された。文久3年（1863年）に藩庁を信濃国佐久郡に移転するまで存続した。

## 脚註
1. 1 2 3 4  『大給龜崖公傳』 p.21。
2. ↑  『藩史大事典 第4巻 中部編II 東海』 p.287。
3. ↑  『藩史大事典 第4巻 中部編II 東海』 pp.289-290。
4. ↑  『藩史大事典 第4巻 中部編II 東海』 p.290。